# My December
My December é o terceiro álbum de estúdio da cantora estadunidense Kelly Clarkson, lançado em 22 de junho de 2007 pela RCA Records. Produzido principalmente por David Kahne, o disco apresenta maior controle criativo de Clarkson, que pela primeira vez coescreveu todas as faixas de um dos seus álbuns. A sua criação ocorreu durante um período de esgotamento físico e emocional da intérprete em meio à extensa agenda de divulgação do seu álbum anterior, o multiplatinado Breakaway (2004). Com letras que abordam introspectivamente temas tais como amor, desamor, autoconhecimento, raiva e superação, My December expande o som pop rock do seu antecessor, incorporando estilos como rock alternativo, folk, rock gótico, funk rock e hardcore punk.
Antes mesmo do seu lançamento, My December foi alvo de controvérsia, com a mídia especulando a respeito da relação de Clarkson com o diretor-executivo da RCA, Clive Davis, que foi acusado de pressionar a cantora a lançar um material mais comerciável. Cerca de um mês após o lançamento do álbum, a cantora publicou em sua página oficial uma carta aberta minimizando a repercussão midática em torno da questão. Dos quatro singles retirados do projeto, apenas o primeiro, "Never Again", obteve um desempenho comercialmente positivo. Uma turnê em arenas em apoio ao álbum estava planejada para julho de 2007, mas foi cancelada devido às baixas vendas e substituída por uma série de concertos em teatros de menor escala. A My December Tour terminou acontecendo entre setembro de 2007 a abril de 2008, com datas na América do Norte, Austrália e Europa.
O direcionamento artístico de Clarkson em My December foi elogiado pela crítica, mas a produção e o conteúdo lírico do álbum foram alvo de polarização. Em comparação ao seu antecessor, My December teve vendas iniciais melhores, estreando na segunda posição nos Estados Unidos, Canadá, Irlanda e Reino Unido, além de ficar entre as dez melhores em outros seis países. No entanto, com a baixa rotatividade de "Never Again" nas rádios e sem outros singles de sucesso, os índices de vendas do álbum caíram nos meses seguintes. Ainda assim, My December recebeu cinco certificações ao redor do mundo, incluindo platina da Recording Industry Association of America (RIAA) por um milhão de cópias nos Estados Unidos.

## Antecedentes
Lançado em novembro de 2004, Breakaway, o segundo álbum de estúdio de Clarkson, rompeu com a sua imagem de ex-vencedora do show de talentos American Idol. Breakaway demonstrou maior controle criativo da cantora, que coescreveu seis faixas do alinhamento do disco, além de desenvolvê-lo com base no pop rock — em oposição ao som predominantemente R&B do seu álbum de estreia, Thankful (2003). Apoiado por cinco singles exitosos, Breakaway foi elogiado pela crítica musical e se tornou o disco mais bem-sucedido comercialmente de Clarkson, com mais de 12 milhões de cópias vendidas no mundo todo, o que a elevou ao estrelato internacional. Além disso, a cantora ganhou seus primeiros prêmios Grammy durante a cerimônia de 2006, com Melhor Álbum Vocal de Pop para Breakaway e Melhor Performance Feminina Pop para o single "Since U Been Gone". Por conseguinte, Clive Davis, o diretor-executivo da Sony BMG (da qual a RCA Records foi subdisiária), declarou Clarkson como um dos quatro artistas mais rentáveis da Sony BMG nos anos 2000.

## Desenvolvimento
De 2005 a 2006, como parte da divulgação de Breakaway, a artista embarcou em três turnês, Breakaway Tour, Hazel Eyes Tour e Addicted Tour. A vida pessoal de Clarkson foi extremamente afetada pela extensa agenda de shows, o que lhe causou tanto cansaço físico como desgaste emocional. Ademais, ela vivenciou um término conturbado com músico desconhecido que lhe foi enfiel.
Tudo me pegou de uma maneira ruim. Meu corpo estava cansado, e minhas emoções estavam desgastadas. Eu estava tentando esquecer alguém. Eu não tinha visto meus amigos e família por um tempo, e estava se tornando um incômodo [vê-los], porque eu estava tão ocupada. Eu estava viajando, e então houve mais adições a agenda. Tornou-se caótico. Eu tinha 24 [anos], o que é muito jovem para ser o chefe de tanta coisa. E isso me derrubou. Eu não podia sorrir. Não podia fazer nada. Eu me esgotei. Eu chorei tanto que não conseguia falar. Eu estava tão cansada. Eu fui drenada. Não queria agir, não queria sorrir – eu não queria fingir. Apenas me esgotei. ... Foi o ponto mais baixo da minha vida e minha carreira.— Clarkson comentando sobre a sua vida durante o período de divulgação de Breakaway.
Ao decorrer da turnê de divulgação de Breakaway, a cantora escreveu canções que acabariam por ser inclusas no seu sucessor, descrevendo seu processo de composição como uma "terapia" gratuita. Uma das canções escritas nesse tempo foi "Irvine", que conta a história de quando ela estava num show na cidade de mesmo nome, localizada na Califórnia. Para a intérprete, esta canção foi o "ponto mais baixo" de sua vida: "Eu a escrevi após meu show em Irvine na minha última turnê. Eu estava tão esgotada. Estava realmente lutando no sentido de conseguir alguém fora da minha vida e encontrar as pessoas que realmente se importava. A música inteira é uma oração. Eu a escrevi no banheiro do local após o show. Eu não podia sorrir. Foi apenas uma noite muito, muito ruim". Os discos do U2, Jagged Little Pill, de Alanis Morissette, e Tragic Kingdom, do No Doubt, refletiam para Kelly uma "história do começo ao fim" e serviram-lhe de inspiração para compor "Irvine", ao qual acabou por ser adicionada ao projeto.

### Conflitos com a gravadora
A gravadora de Kelly, RCA, não teria gostado das músicas compostas por ela e dito que não havia hits no CD. O presidente da RCA, Clive Davis, pediu que Clarkson mudasse algumas músicas do CD. Kelly disse que não mudaria nenhuma delas, o que teria causado divergências entre a gravadora. Isso justificaria a demora entre a especulação do lançamento do CD (abril de 2007) para a data real de seu lançamento (26 de junho de 2007). 
Algumas fontes dizem que Kelly teria recebido uma proposta de Clive Davis, o "chefão" da RCA para mudar 5 músicas do seu CD por músicas mais "radiofônicas" e, para isso, ela receberia a quantia de 5 milhões de dólares. Kelly não aceitou a proposta de Clive e o CD ficou com essas músicas mesmo. Não se sabe ao certo quais músicas seriam essas, pois não foi divulgado na imprensa.
Segundo Clarkson, o CD tem todas as músicas de sua autoria por que a gravadora apenas lhe mandava coisas que não lhe interresavam, chegando, inclusive, a enviar uma música que foi uma regravação feita por Lindsay Lohan de uma outra artista. Então, ela disse: "Você não quer que eu escreva meu álbum, mas você só está me mandando materiais baratos!". Então, ela se decidiu por escrever as outras músicas do CD com pessoas que ela diz que escrevem bem.
Existia também na época do lançamento o boato de que Clive Davis, que é a pessoa que mais movimenta dinheiro na RCA, poderia cortar a divulgação do CD, mas segundo a lei, ele era obrigado a investir um alto dinheiro no CD, afinal, caso contrário, ele estaria causando problemas para ele, pois estaria quebrando regras de SEC e leis federais.
Há também boatos de que, por conta da resistência de Kelly para mudar o My December, ela teria sofrido agressões verbais e xingamentos da parte de Clive.

## Lançamento e divulgação
"Never Again" foi o primeiro single de My December no mundo inteiro. Clarkson confirmou o lançamento em seu site oficial no dia 04 abril de 2007 e estreou a canção 102.7 KIIS-FM em Los Angeles, no programa de rádio "On-Air with Ryan Seacrest" no dia 13 de Abril de 2007. A canção foi lançada no iTunes no dia 20 de abril de 2007. A canção estreou em #8 Hot 100, mas ao contrário de seus singles anteriores, encontrou resistência por parte das rádio. Apesar de sua má recepção nas rádio americanas, a música registrou um número impressionante de mais de 990 mil downloads digitais. Em maio de 2010, a canção já havia vendido mais de um milhão de downloads digitais no pais.
Clarkson confirmou "Sober", como o segundo single do My December em seu site oficial. A canção foi lançada oficialmente em 6 de junho de 2007. Os especialistas da indústria afirmam que "Sober" foi um single crucial para Clarkson, e assim como o primeiro single, "Never Again", traçou um caminho forte nos downloads digitais, e afundou nas rádios americanas, especialmente quando comparado com o sucesso de rádio de todos os cinco  singles de seu álbum anterior, Breakaway. "Never Again" tinha sido decrescente em rádios depois de não conseguir quebrar o top 20 no formato Pop, e, portanto, foi uma das razões pela qual "Sober" foi lançado logo depois de "Never Again" (pouco mais de cinco semanas mais tarde, e três semanas antes do lançamento do álbum). Após o fracasso da canção (single menos sucedido de Clarkson nos EUA até hoje), as vendas do álbum My December cessaram no pais, e consequentemente, mais nenhum single do CD foi lançado nos EUA. A canção não ganhou um videoclipe.
"One Minute" começou a ganhar airplay na Austrália, isso fez que com que a gravadora RCA liberasse a canção oficialmente como o segundo single no pais. Um CD-single foi lançado em 22 de setembro de 2007, no entanto, não conseguiu fazer o sucesso esperado nas paradas musicais, estreando em #36 antes de sair rapidamente dos charts.
"Don't Waste Your Time" foi lançado como o terceiro e último single. Foi lançado em vários países europeus via iTunes em novembro de 2007. A canção foi lançada como um CD single na Alemanha em Dezembro de 2007. Foi lançado na Austrália em fevereiro de 2008. O vídeo da música combina imagens reais e computação gráfica.

## Composição
My December se inicia com "Never Again", que imediatamente impõe o tom emocional e estético da obra. Trata-se de um grito de libertação enraivecida diante de uma traição amorosa, onde Clarkson assume uma postura desafiadora e incisiva. As letras, carregadas de ironia e sarcasmo, rejeitam qualquer tipo de redenção para o ex-parceiro. Trechos como "Eu espero que o anel que você deu a ela deixe o dedo dela verde" expressam a mágoa com uma acidez característica. Musicalmente, a canção é estruturada sobre guitarras pesadas e uma forte percussão, comparada à banda Queens of the Stone Age por Nick Levine na página Digital Spy, o que a aproxima de um rock alternativo, distanciando-se do pop polido de seus lançamentos anteriores. A produção de "Never Again" acentua a tensão emocional, destacando os vocais rasgados e intensos da artista. "One Minute" surge em seguida com uma energia mais acelerada, misturando elementos do pop rock dos ano 1980 com sintetizadores discretos, que trazem um frescor eletrônico à faixa. A canção lida com a volatilidade dos sentimentos e a tentativa de capturar momentos de clareza em meio à confusão emocional. "Hole" explora a sensação de estar incompleta, e Clarkson canta "Tem um buraco dentro de mim/ É tão frio, lentamente me matando", revelando a profundidade do vazio emocional que a consome. Ao estilo do grupo Garbage, a canção ecoa sentimentos de depressão e colapso emocional. A sua produção privilegia esse ambiente claustrofóbico e denso, envolvendo o ouvinte em uma atmosfera emocional sufocante.
Representando o coração emocional do álbum, "Sober" é sobre enfrentar a dor e os traumas de forma lúcida, "sóbria", sem recorrer a fugas emocionais ou dependências. A linha "Três meses e eu continuo sóbria" sugere um processo de cura em meio ao caos, escolhendo o que vale a pena manter dentro de si. Ao longo da canção, Clarkson canta com crescente intensidade, começando de forma quase sussurrada até alcançar um clímax vocal que transborda emoção. Reminiscente a "With or Without You" (1987), da banda U2, a instrumentação de "Sober" é contida no início, com dedilhados acústicos suaves e teclados discretos, crescendo em camadas até culminar em uma explosão de som. Com influências de power pop, "Don't Waste Your Time" incorpora trechos de "Uh Oh", da cantora maltesa Ira Losco, para dar um recado direto a alguém que tenta, em vão, reconquistar a atenção da intérprete após já ter esgotado todas as oportunidades. "Judas" adota um som electro-rock e recorre a metáforas bíblicas para tratar da traição, evocando a figura de Judas Iscariotes como reflexo do comportamento de alguém próximo a Clarkson que a decepcionou profundamente. A faixa apresenta uma sonoridade densa, conduzida por guitarras arrastadas e um ritmo cadenciado, enquanto os vocais mais graves e sombrios intensificam o sentimento de raiva e frustração.
A atmosfera obscura se estende à "Haunted", canção cujo conteúdo lírico lida com a dor da perda e a presença constante da ausência — inspirada pelo suicídio de um amigo da cantora. Com "Be Still", o álbum oferece um raro momento de paz. A faixa é uma balada acústica de tons folk blues e batida trip-hop, marcada por uma instrumentação minimalista e vocais suaves. Liricamente, a canção é um convite à introspecção, à desaceleração em meio ao caos emocional que permeia o álbum, e o seu título referencia o Salmo 46:10. "Maybe" mantém inicialmente a sonoridade acústica e delicada de "Be Still". A canção, que é levemente infundida de elementos country, lida com inseguranças pessoais e relacionais, expressando o medo de não ser suficientemente boa ou compreendida. Com influências new wave, "How I Feel" revela a intérprete cansada de lamentar sobre como todos os homens bons estão casados com as suas perfeitas esposas-troféu.
"Um funk psicodélico com batida sexy", "Yeah" se destaca como uma das mais ousadas do álbum em termos sonoros. A sua introdução é marcada por guitarras com forte influência do blues, enquanto o ritmo é sustentado por uma vigorosa seção de metais, que lhe conferem uma atmosfera sensual e provocante. Adam R. Holz e Bob Smithouser, da revista Plugged In, identificaram insinuações de cunho sexual na canção, observando que as letras de "Yeah" retratam Clarkson como alguém pronta para entregar o coração a um homem em quem possa confiar. "Can I Have a Kiss" adota uma sonoridade pop rock mais suave e lúdica, funcionando como um contraponto ao tom combativo predominante em faixas anteriores. As suas letras revelam a vulnerabilidade da intérprete, que admite suas imperfeições e reconhece razões pelas quais o parceiro poderia se afastar. A pergunta que dá título à obra, "Posso ganhar um beijo?", é repetida ao longo da faixa como uma súplica doce e desarmada.
Com o uso de um arranjo '"intimista" de violão "suave", violoncelos "distantes" e teclados, "Irvine" encerra a edição padrão do álbum retomando a sonoridade acústica. Os vocais da intérprete são marcados pelo uso de eco e foram descritos como "frágeis e sombrios" pela BBC Music. Considerada uma "oração" pela cantora, a canção referencia no seu título a cidade de mesmo nome localizada no estado da Califórnia, na qual Clarkson se apresentou na última turnê do álbum anterior.  "Chivas", cujo título homenageia o uísque escocês Chivas Regal, é uma faixa escondida após "Irvine" e segue a produção de "gravação caseira" da anterior, enquanto nas suas letras Clarkson depreza um ex-parceiro dizendo "Prefiro um Chivas em vez da sua cama". A versão deluxe do álbum inclui quatro faixas bônus: "Dirty Little Secret", novamente trazendo um som de rock pesado; os remixes de Dave Audé para "Never Again" nas versões "Radio Mix" e "Club Mix", ambos com influências techno; e "Not Today", reminiscente aos trabalhos da banda Foo Fighters.

## Recepção crítica
| Críticas profissionais | Críticas profissionais |
| Pontuações agregadas   | Pontuações agregadas   |
| Fonte                  | Avaliação              |
| ---------------------- | ---------------------- |
| Metacritic             | (64/100)               |
| Avaliações da crítica  |                        |
| Fonte                  | Avaliação              |
| About.com              | [ 29 ]                 |
| AllMusic               | [ 31 ]                 |
| Entertainment Weekly   | B+                     |
| The Guardian           | [ 53 ]                 |
| IGN                    | 7.5/10                 |
| Rolling Stone          | [ 54 ]                 |
| Slant Magazine         | [ 27 ]                 |
| Spin                   | 7/10                   |
| Sputnikmusic           | [ 49 ]                 |
| Stylus Magazine        | B                      |

My December foi recebido com críticas geralmente positivas, destacando-se tanto pelo risco artístico assumido Clarkson quanto pela sua ruptura com as expectativas comerciais de sua gravadora. O álbum gerou ampla cobertura midiática antes mesmo de seu lançamento, em razão de conflitos públicos entre Clarkson e Davis, que questionava a ausência de sucessos garantidos no disco. O agregador de resenhas Metacritic, baseado em 15 publicações musicais, concedeu ao álbum uma média ponderada de 64 pontos em uma escala que vai até 100, o que indica "análises geralmente positivas".
Bill Lamb, da página About.com, descreveu o álbum como "uma celebração do que pode acontecer quando um grande artista pop exige liberdade criativa". Lamb também elogiou as habilidades vocais de Clarkson e a produção adotada por Kahne. Em sua resenha para a IGN, Spencer D. notou que a intérprete continuou a tomar "escolhas sonoras mais ousadas" desde a sua vitória no American Idol. Ainda que tenhas considerado essas escolhas como "boas, mas não ótimas", o crítico concluiu: "Como acontece com qualquer estrela pop tentando se libertar de seu molde pré-inscrito, é um caso de acerto e erro que tem a cantora em cima do muro, uma perna ainda presa no passado, a outra pendurada na linha divisória e se esticando em direção ao futuro." Sal Cinquemani, da Slant Magazine, em resposta ao baixo desempenho de "Never Again", comentou em sua análise ao álbum: "Mas quem se importa com sucessos [...] quando as músicas são tão boas?".
Em uma crítica morna, Stephen Thomas Erlewine, da AllMusic, opinou que My December representa "uma declaração de propósitos" por parte da cantora, alimentada por um período de turbulência pessoal e criativa. Erlewine observou que, ao insistir no lançamento do álbum conforme sua visão original, Clarkson "provou que ambos os lados estavam certos: Davis tinha razão ao afirmar que não havia grandes hits aqui, mas também era verdade que esse era o movimento artístico que ela precisava fazer". O crítico concluiu que com o álbum Clarkson correu o risco de alienar o público que a consagrou. Similarmente, Rob Sheffield escreveu para a Rolling Stone: "My December" é um disco que acerta em alguns pontos e irrita em outros." Chris Willman, da Entertainment Weekly, também abordou o conflito criativo que cercou o lançamento, perguntando: "Você está no Time Kelly ou Time Clive?". Para Willman, o disco representa "o esforço mais ousado e melhor já feito por uma estrela do Idol", afastando-se dos compositores comerciais de Breakaway em favor de um trabalho coautorado, mais sombrio e pessoal. Embora tenha reconhecido que "o disco carece até mesmo de um sucesso pela metade como 'Since U Been Gone'", ele elogiou a honestidade brutal de faixas como "Irvine" e "Maybe", comparando o alcance vocal de Clarkson a uma hipotética "Sarah McLachlan com um par extra de pulmões".
O The Guardian avaliou o disco de forma mais cética, com Caroline Sullivan destacando que, embora Clarkson tenha conquistado independência suficiente para se afastar do rótulo de "vencedora do American Idol", sua aposta no rock resultou em "uma versão esterilizada, que pede desculpas por fazer barulho". A publicação notou a contradição entre a proclamada "intimidade" das letras e a execução, que muitas vezes recorre a generalizações e a uma entrega vocal opulenta, usada "como um aríete". Ainda assim, Sullivan reconheceu o mérito de "Irvine", descrita como uma valsa assombrada que "quase salva tudo" e oferece um vislumbre do potencial emocional que o álbum poderia ter explorado mais. Mais negativo ainda, Dave Donelly, da Sputnikmusic, classificou My December como um passo em falso, criticando a ausência de sucessos marcantes e a fragilidade das composições. Para Donelly, os arranjos são confusos e pouco inspirados, e apenas funcionam quando Clarkson abandona o rock e aposta em baladas mais íntimas, como "Irvine" e "Chivas".

## Lista de faixas
Todas as faixas foram produzidas por David Kahne e coproduzidas por Jason Halbert e Jimmy Messer.
| My December – Edição padrão |                                              |                                                       |         |  |
| N.º                         | Título                                       | Compositor(es)                                        | Duração |  |
| 1.                          | "Never Again"                                | Kelly Clarkson Jimmy Messer                           | 3:37    |  |
| 2.                          | "One Minute"                                 | Clarkson Kara DioGuardi Chantal Kreviazuk Raine Maida | 3:05    |  |
| 3.                          | "Hole"                                       | Clarkson Messer Dwight Baker                          | 3:02    |  |
| 4.                          | "Sober"                                      | Clarkson Messer Aben Eubanks Calamity McEntire        | 4:52    |  |
| 5.                          | "Don't Waste Your Time"                      | Clarkson Messer Malcolm Pardon Fredrik Rinman         | 3:36    |  |
| 6.                          | "Judas"                                      | Clarkson Messer Baker                                 | 3:37    |  |
| 7.                          | "Haunted"                                    | Clarkson Halbert Messer                               | 3:19    |  |
| 8.                          | "Be Still"                                   | Clarkson Eubanks                                      | 3:25    |  |
| 9.                          | "Maybe"                                      | Clarkson Eubanks Messer                               | 4:23    |  |
| 10.                         | "How I Fell"                                 | Clarkson Messer Baker                                 | 3:41    |  |
| 11.                         | "Yeah"                                       | Clarkson Messer Pardon Rinman                         | 2:43    |  |
| 12.                         | "Can I Have a Kiss"                          | Clarkson Messer Baker                                 | 3:32    |  |
| 13.                         | "Irvine" (inclui a faixa escondida "Chivas") | Clarkson Eubanks                                      | 8:47    |  |
| Duração total:              | Duração total:                               | Duração total:                                        | 51:39   |  |

| My December – Edição japonesa (faixas bônus) |                |                              |         |  |
| N.º                                          | Título         | Compositor(es)               | Duração |  |
| 13.                                          | "Irvine"       | Clarkson Eubanks             | 4:15    |  |
| 14.                                          | "Chivas"       | Clarkson Messer              | 3:30    |  |
| 15.                                          | "Fading"       | Clarkson Kahne Pardon Rinman | 2:52    |  |
| Duração total:                               | Duração total: | Duração total:               | 54:00   |  |

| My December – Edição para iTunes e plataformas digitais (faixas bônus) |                                       |                       |         |  |
| N.º                                                                    | Título                                | Compositor(es)        | Duração |  |
| 14.                                                                    | "Dirty Little Secret"                 | Clarkson Messer       | 3:34    |  |
| 15.                                                                    | "Never Again" (Dave Audé Radio Remix) | Clarkson Messer       | 4:11    |  |
| 16.                                                                    | "Never Again" (Dave Audé Club Mix)    | Clarkson Messer       | 7:55    |  |
| 17.                                                                    | "Not Today"                           | Clarkson Messer Kahne | 3:30    |  |
| Duração total:                                                         | Duração total:                        | Duração total:        | 1:10:00 |  |

## Créditos e envolvidos
Créditos de My December adaptados do encarte.
Vocais e músicos
| - Kelly Clarkson – vocais - Jason Halbert – teclados, programação - David Kahne – teclados, programação - Aben Eubanks – teclados (8), programação (8), guitarras (8, 9, 13), guitarra lap steel (13) - Jimmy Messer – guitarras (1–12), baixo (9, 11) | - Billy Mohler – baixo (1, 2, 4–8, 10, 11, 13) - Mike Watt – baixo (3, 10, 12) - Shawn Pelton – bateria (1–12) - Rob Brill – programação adicional de bateria - David Siskovic – beats adicionais |

Orquestra em "Sober" e "Be Still"
- Mick Rossi – orquestrações, arranjos e regente
- Aaron Heick – saxofone alto
- Andy Laster – saxofone barítono
- Andrew Sterman – saxofone tenor, regente
- Erik Friedlander, Sara Seiver, Roger Shell e Wendy Sutter – violoncelo
- Jeff Carney – contrabaixo
- Cenovia Cummings, Joyce Hammann, Lori Miller, Antoine Silverman, Hiroko Taguchi, Entcho Todorov e Paul Woodiel – violino

Direção e execução
| - Kelly Clarkson – produtora executiva - Jeff Kwatinetz – produtor executivo - David Kahne – produtor, engenheiro - Jason Halbert – coprodutor - Jimmy Messer – coprodutor, engenheiro adicional - Joe Barresi – engenheiro - Chris Owens – engenheiro assistente - Andy Wallace – mixagem - Mike Scielzi – assistente de mixagem | - Bob Ludwig – masterização - Jennifer Sousa – A&R, coordenadora do álbum - Brett Kilroe – direção de arte, design - Vivian Ng – design - Chapman Baehler – fotografia - Rachel Goodwin – maquiagem - Campbell McAuley – cabeleireiro - Emma Trask – estilista (figurino) - The Firm, Inc. – gerenciamento |

Estúdios
- Gravado no Mower Studios (Pasadena, Califórnia); The Village Recorder (Santa Mônica, Califórnia); Clinton Recording Studios e SeeSquared Studios (Nova Iorque)
- Mixado no Soundtrack Studios (Nova Iorque)
- Masterizado no Gateway Mastering (Portland, Maine)

## Desempenho comercial
Em sua semana de estreia, My December teve um desempenho comercial sólido ao redor do mundo, mesmo diante de desafios promocionais e controvérsias em torno de seu lançamento. Nos Estados Unidos, o disco estreou na segunda posição da Billboard 200, com vendas de 291 mil cópias, sendo barrado por Hannah Montana 2: Meet Miley Cyrus, de Miley Cyrus. Embora tenha superado as vendas iniciais de Breakaway, que estreou no número 3 da Billboard 200 pela venda de 250 mil cópias, My December permaneceu por apenas 18 semanas na parada estadunidense — índice inferior às 104 semanas do seu antecessor. Em dezembro de 2007, o álbum foi certificado como platina pela Recording Industry Association of America (RIAA), equivalente a 1 milhão de unidades nos Estados Unidos. Até setembro de 2017, as suas vendas puras no país contabilizavam 858 mil exemplares. No Canadá, o projeto também alcançou a vice-liderança e foi certificado com platina pela Music Canada, refletindo vendas superiores a 100 unidades cópias no país.
Em outros territórios anglófonos, My December também obteve recepção favorável nas paradas, estreando em segundo lugar na Irlanda e no Reino Unido, e em ambos foi certificado com ouro. Enquanto a Irish Recorded Music Association (IRMA) concedeu sua certificação por 7 mil e 500 exemplares, a British Phonographic Industry (BPI) constatou o ouro devido a mais de 156 mil cópias. A resposta foi igualmente positiva na Austrália, com pico na quarta posição e certificação de ouro pela Australian Recording Industry Association (ARIA) após mais de 35 mil unidades no país. O álbum ainda figurou entre os dez mais vendidos na Escócia (3º), Alemanha (5º), Suíça (5º), Países Baixos (7º), Áustria (8º) e Nova Zelândia (8º), consolidando a presença de Clarkson nos principais mercados musicais globais.
| Parada musical (2007)               | Melhor posição |
| ----------------------------------- | -------------- |
| Alemanha (GfK Entertainment)        | 5              |
| Austrália (ARIA)                    | 4              |
| Áustria (Ö3 Austria Top 40)         | 8              |
| Bélgica (Ultratop) Flandres)        | 23             |
| Bélgica (Ultratop Valônia)          | 62             |
| Canadá (Canadian Albums Chart)      | 2              |
| Dinamarca (Hitlisten)               | 17             |
| Escócia (Scottish Albums Chart)     | 3              |
| Estados Unidos (Billboard 200)      | 2              |
| Finlândia (Suomen virallinen lista) | 19             |
| França (SNEP)                       | 180            |
| Grécia (IFPI Grécia)                | 16             |
| Irlanda (IRMA)                      | 2              |
| Japão (Oricon)                      | 42             |
| México (AMPROFON)                   | 27             |
| Nova Zelândia (RMNZ)                | 8              |
| Países Baixos (Dutch Albums)        | 7              |
| Suécia (Sverigetopplistan)          | 38             |
| Suíça (Schweizer Hitparade)         | 5              |
| Reino Unido (UK Albums Chart)       | 2              |

| Parada musical (2007)          | Posição |
| ------------------------------ | ------- |
| Austrália (ARIA)               | 53      |
| Estados Unidos (Billboard 200) | 129     |
| Reino Unido (UK Albums Chart)  | 66      |

| Região                                         | Certificação | Vendas     |
| ---------------------------------------------- | ------------ | ---------- |
| Austrália (ARIA)                               | Ouro         | 35 000^    |
| Canadá (Music Canada)                          | Platina      | 100 000^   |
| Estados Unidos (RIAA)                          | Platina      | 1 000 000^ |
| Irlanda (IRMA)                                 | Ouro         | 7 500^     |
| Reino Unido (BPI)                              | Ouro         | 156 000    |
| ^distribuições baseadas apenas na certificação |              |            |